# Anđeo Lovrov Zadranin
Anđeo Lovrov Zadranin /u nekim izvorima Anđeo Lovrin/ (14. stoljeće), hrvatski graditelj rodom iz Zadra.
Sin je zadarskog protomajstora Lovre. S braćom Jurjem, Nikolom i Petrom djelovao je u Dubrovniku gdje se spominje između 1339. – 1368. godine. Od 1348. radi kao protomajstor na izgradnji crkve sv. Vlaha.
Surađivao je s Mihojem Brajkovim iz Bara tijekom gradnje klaustra dubrovačkog franjevačkog samostana. Iz Dubrovnika odlazi u Kotor gdje je imao radionicu s nekoliko pomoćnika.

## Vanjske poveznice
- Tekst u Hrvatskom biografskom leksikonu
- Juraj Lovrov – Anđelov brat